# 麥艾梅
麥艾梅（英語：Aimee Semple McPherson）是1920年代至1930年代的加拿大、美國五旬節運動傳福音者和大眾媒體名流，並以創建國際四方福音會聞名。麥艾梅被認為是使用現代媒體的先驅，因為其使用收音機吸引北美洲流行娛樂的關注，從而使影響力逐漸增長。同時她還透過這一方式，每周在其首個超級教堂安吉利斯主教堂佈道。
在她的时代，她是最广为人知的新教传道人，超过了比利-桑德和其他的前辈们。
她进行了公开的信仰医治示范，有数以万计的人参加。
麥艾梅把美国看成是一个由神的启示建立和维持的国家，这一点影响了后来的牧师。
全美新闻报道曾集中在围绕她的家庭和教会成员的事件上，包括指控她编造了她被绑架的报道。
麦克弗森的布道风格、广泛的慈善工作和全基督教的贡献，对20世纪的基督教的魅力派产生了重大影响。

## 早年
麥艾梅出生于加拿大安大略省索尔福德市，出生时起名艾米 伊丽莎白 肯尼迪（Aimee Elizabeth Kennedy）。
父母是詹姆斯-摩根和米尔德丽德-奥娜-肯尼迪(1871-1947年)。
小时候，她和同学们一起参加"救世军"，对着木偶练习传教。
少年时代，麥艾梅通过看小说、参加电影和舞蹈，并没有听从其母亲的教诲。
高中时，她念书时遇到进化论，她开始提出关于信仰和科学的问题，但对答案并不满意。
她给加拿大的一家报纸写了一封信，质疑由纳税人出资的公共教育中是否应该出现进化论的内容。
这封信第一次让她名声大噪，全国各地的人都在回信，这也是她一生反进化论讨伐的开始。

### 归信、婚姻
1907年，麥艾梅在参加一个属灵复兴聚会时，认识了来自爱尔兰的五旬节派传教士罗伯特-詹姆士-山普尔。
随即她决志皈依了五旬节派。
在聚会上，她被山普尔和他的信息迷住了。
经过短暂的求爱后，他们在1908年8月的救世军仪式上结婚。
山普尔找了份铸造厂工人的工作并在当地的五旬节派传道会传道。
他们一起学习圣经，然后搬到芝加哥，加入威廉-杜勒姆的全福音会。
达勒姆指导她传授方言解释的实践。
在前往中国传福音后，两人都染上了疟疾。
山普尔感染了痢疾，死于在香港。
麥艾梅康复后，生下了他们的女儿罗伯塔-斯塔-山普尔。
在返回美国的船上，她主持了礼拜和学习课程。
在美国休养后，麥艾梅与母亲米尔德里德一起在救世军工作。
在纽约市时，她认识了会计师哈罗德 司徒瓦 麦克弗森（Harold Stewart McPherson）。
他们于1912年结婚，搬到了罗德岛的普罗维登斯，并在1913年生下了一个儿子Rolf Potter Kennedy McPherson。
在这段时间里，麥艾梅觉得自己仿佛否认了去传教的 "呼召"。在情绪上的苦恼和强迫症的困扰下，她会哭泣和祷告。
1914年，她得了阑尾炎，病得很重。
麥艾梅后来说，在一次手术失败后，她听到一个声音要求她去传道。
她说，接受了这个声音的挑战后，她在床上翻身，再也没有了疼痛感。
1915年，她的丈夫回到家中，发现麥艾梅离开了他，带走了孩子们。
几周后，他收到一张纸条，邀请他加入她的传教工作。
哈罗德 麦克弗森找到她把她带回家想要劝说她放弃传道的想法回归家庭。
但在看到她的讲道后，他改变了主意，加入了她的传道行列，搭起帐篷参加复兴会和讲道。
这对夫妇卖掉了房子，住进了"福音车"（一个旅行车）。
哈罗德尽管一开始很热心，但他之后他希望有更稳定、更平稳的生活，于是回到了罗德岛。
1918年，他提出分居，然后以遗弃为由申请离婚；1921年，离婚被批准。
1931年，麥艾梅再婚，嫁给了演员兼音乐家大卫-赫顿。
在她摔伤了头骨后，她去欧洲疗养。
在那里，当她得知赫顿在歌舞表演中以"麥艾梅的男人"，并经常被拍到与衣衫不整的女人在一起的照片。
她很生气，赫顿的个人丑闻损害了四方福音教会及自己作为其领袖的声誉，麥艾梅和赫顿于1933年分居，1934年离婚。
麥艾梅后来以神学和个人原因公开悔婚，后来在1935年向福音歌手霍默-罗德希弗求婚时，拒绝了他。

### 传道
作为威廉-达勒姆在芝加哥的全福音大会的一员，麥艾梅以能翻译人们用方言说的话的异能而闻名。
由于无法找到家庭主妇的成就感，1913年，麥艾梅开始传福音，在锯木屑小径各地举行帐篷复兴会。
麥艾梅很快就积累了大量的追随者，常常不得不搬到更大的建筑中去容纳越来越多的人群。
她效法五旬节派聚会的热情，但又避免了五旬派聚会的混乱。
五旬节派的混乱是指参与者会大喊大叫，在地上颤抖，用方言说话。
麥艾梅为他们设立了一个单独的帐篷区，一面让其他听众反感。
1916年，麥艾梅开始了美国南部的巡回演讲。
1918年，麥艾梅再度在美国南部巡回演讲。
麥艾梅站在他们的敞篷车后座上，用扩音器讲道。
1917年，她创办了一本杂志《新娘的呼唤》，为其撰写了关于女性在宗教中的角色的文章；
她把基督徒和耶稣之间的联系描绘成婚姻的纽带。
在认真对待妇女角色的同时，这本杂志也为五旬节派的转变做出了贡献。
1919年在巴尔的摩，她在歌剧院主持布道会后，被一家报社"发现"。
报社报道了她现场进行了信仰医治的活动。
巴尔的摩成为了她生涯中的一个转折点。

### 洛杉矶
1918年，麥艾梅搬到了洛杉矶，租下了3500个座位的爱乐乐团礼堂以讲道，人们在拥挤的会场里等了好几个小时才得以进入。
之后，参加她的会议的人给她修建了一个住家。 
这时的洛杉矶是一个受欢迎的度假胜地。
麥艾梅没有在美国各地巡回演出，而是选择留在洛杉矶，吸引了来自游客和这座城市蓬勃发展的人口的听众，她对游客的服事让她的讲道传播到全国各地。
几年来，她在洛杉矶的回声公园（Echo Park）地区旅行并筹款建造了一座大型的圆顶教堂，取名Angelus Temple，意为三钟经大殿。
麥艾梅不想负债，于是她找到一家愿意与她合作的建筑公司，并"凭着信心"筹款.
一开始她以5000美元为目标，动员不同的团体，通过出售教堂中座椅命名权等方式，资助和建造教堂。
结果，筹集到的钱比预期的多得多，麥艾梅于是改变计划，改建造了一座更大规模的"大教堂"。
这项工程花费了大约25万美元现款，不计通过捐赠建筑材料和劳动力所消耗的成本。
由于有超多10,000人的巨大规模，Angelus大殿被誉为世界上最大的单一基督教会众群体。
根据教会记录，圣殿在头七年内接待了4000万人次的造访和礼拜。
麥艾梅打算将圣殿作为所有基督教信仰的礼拜场所和普世中心。
允许了包括卫理公会、浸信会、救世军、长老会、圣公会、基督复临安息日会、贵格会、罗马天主教徒、摩门教徒和世俗公民领袖一起参与使用会堂。
其中一些人是特邀演讲。
由於五旬节派在20世纪20年代在美国并不受欢迎，所以麥艾梅避开了这个标签。
她在她的讲道中使用方言和信仰治疗，但为了顺从主流听众，将前者控制在最低限度。
她将信仰治疗服务中废弃的医疗用品，如拐杖和轮椅等，收集起来，放在博物馆里展示。
麥艾梅还设立了"灯塔"教堂，即下属的卫星教堂。

### 慈善活动
麥艾梅动员人们参与慈善和社会工作，他说："真正的基督教不仅要为善，还要行善（true Christianity is not only to be good but to do good）。"
教会为人道主义救援募捐，包括为日本的自然灾害和德国的救灾基金募捐。
兄弟会组织帮助出狱的人重新融入社会、找到工作。
姐妹会为贫困母亲缝制婴儿衣服。
1925年6月，圣巴巴拉发生地震后，麥艾梅使用传道电台广播呼吁会众提供食物、毛毯、衣物和应急物资。
1928年，圣弗朗西大坝垮塌，洪水导致600人死亡，麥艾梅的教堂领导了救灾工作。
麥艾梅迅速安排志愿者提供毛毯、咖啡和甜甜圈，麥艾梅说服消防和警察部门协助分发。
她的免费诊所出动，提供医生、牙医和护士。
护士们为儿童和老人提供了巨大帮助。
为了防止在冬天的时候给逾期欠款的家庭断电，她与电业公司达成协议，为贫困住户提供了储备金避免他们断电。
1927年，麥艾梅根据她童年时在救世军的经历，在教会开设了一个小卖部，提供食物、衣物和毛毯。
在经济大萧条期间，她积极创建了施汤屋、免费诊所和其他慈善活动，并为大约150万人次提供了食物。
当政府关闭免费学校午餐计划时，麥艾梅的教会接管了这个计划。
她的协助"如史诗般减轻了痛苦（alleviated suffering on an epic scale）"。
但是，1932年，小卖部被警察突袭，据说是为了找到用捐赠的杏子制造白兰地的私酿酒品。
小卖部被短暂关闭、员工们也赶走。
随后，她所在的Foursquare福音教会的L.I.F.E.圣经学院的学生们替代被赶走的员工继续经营这个小卖部。
由于麥艾梅的小卖部来者不拒，即便是身份十分低贱的人们也可以来此得到救济，她的小卖部成为了一个著名援助机构。
小卖部拨出的援助比其他公共或私人机构都要多。
她的援助帮助了来自其他州和墨西哥的移民等非加州居民，加州政府对其颇有微词。

## 传道

### 讲道风格
1925年8月，麥艾梅包了一架飞机去洛杉矶讲道。
她意识到这是个宣传的机会，于是在机场安排了信徒和记者。
飞机起飞时出现故障，起落架在尝试起飞时损坏，机头插进地里。
麥艾梅以这段经历作为叙事，写了一篇名为《天上的飞机》的图文布道，以魔鬼为驾驶员，罪恶为发动机，诱惑为螺旋桨为主题。
1923年建成的Angelus大殿，是麥艾梅创立的国际四方（Foursquare）福音教会的中心。
1992年，Angelus大殿被指定为国家历史地标，至今仍在使用。
还有一次，她讲道的内容是自己被警察拦下、因超速被逮捕的经历。
她身穿交警制服，坐在警用摩托车上，鸣着警笛，一位在场的作者写道，她把摩托车开过了通往讲坛的斜坡，猛踩刹车，并举起手喊道："停车！你这超速是赶着下地狱啊！（Stop! You're speeding to Hell!）"。
麥艾梅雇佣了一小群艺术家、电工、装饰师和木匠，他们为每一次的礼拜活动搭建舞台。
敬拜音乐是由管弦乐队演奏的。
麥艾梅还创作了精心制作的歌剧。
有一部根据出埃及记故事改编的《铁炉》（The Iron Furnace），由好莱坞演员协助获得服装。
1929年，麦克弗森在Angelus Temple的唱诗班中被合唱团包围，参加了一场安息曲。
虽然麥艾梅谴责戏剧和电影是魔鬼的作坊，但却积极采用了戏剧和电影的手法去传道。
她是第一位采用电影的方式来避免沉闷的教堂礼拜的女性布道者。
她常常将严肃的信息以幽默的语气传递。
她的影片中经常加入动物的元素。
麥艾梅每周讲道多达22次，其中包括主日晚上的盛大布道，以至于需要额外的手推车和警察来帮助在回音公园的交通路线上进行。
麥艾梅为了资助圣殿及其项目，每次聚会都要募捐。
麥艾梅传讲的是保守的福音，但利用广播、电影和舞台表演等进步的方法。
她吸引了一些与现代主义有关的女性，但其他人则因她的信息和她的演讲之间的反差而感到厌烦。
麥艾梅和一群手鼓手在Angelus教会带领礼拜。她制作了创新的周播剧，讲述圣经主题。
第一次世界大战后，原教旨主义者和现代主义者之间的斗争升级。
原教旨主义者普遍认为，他们的信仰应该影响他们生活的方方面面。
虽然使用的技术和风格十分现代，但麥艾梅与原教旨主义者保持一致，力图在家庭、教堂、学校和社区中铲除现代主义和世俗主义。
1919年至1922年，麥艾梅的复兴活动的号召力超过了美国历史上任何一次巡回演出的戏剧或政治活动，她打破了比利-桑德（Billy Sunday）最近创下的出席记录，并经常需要临时搭建礼拜堂来举行她的聚会。
有一次这样的复兴会是在一个拳击场举行的，在整个拳击活动中，她举着写着 "打倒魔鬼 "的牌子。
在圣地亚哥，该市叫来了国民警卫队，控制了3万多人的复兴会人群。

### 信仰治疗
麥艾梅的信仰治疗是她极为受欢迎的关键之一。
据早期的麥艾梅传记作者南希-巴尔-马维提（Nancy Barr Mavity）说，讲道中麥艾梅说，当她对生病或受伤的人施展双手时，他们就会痊愈，其效果 "超出了她的良心[原文如此]控制"，"令人深感不安。"
1916年在纽约的一次复兴中，一位患有类风湿性关节炎晚期的妇女被朋友带到讲坛上。
麥艾梅将手放在她身上祷告，这位女士在众目睽睽之下竟然不用拐杖走出了教堂。
麥艾梅作为信仰医治者的名声越来越大，因为来找她的人数以万计。
麥艾梅的信仰医治案例在媒体新闻中疯传，使得她的名气越发提高。
随着时间的推移，她基本上退出了信仰医治，但仍然安排每周和每月的医治课程，直到她去世前，这些课程仍然很受欢迎。

### 四方教会
最终，麥艾梅的教会发展成了自己的宗派，即国际四方（Foursquare）福音教会，又称"四方教会"，四方这个词代表了全福音的神学概念。
四个主要信仰是基督的救赎；洗礼的作用；神圣的医治；以及基督的再来之日。
麥艾梅出版了《四方十字军报》周刊。她在20世纪20年代初开始在电台广播。1922年4月，她成为第一位以无线讲道的女性。
1924年，随着四方福音教会拥有的KFSG电台开播，她成为第二位获得商业部颁发的广播执照的女性。
麥艾梅在四方教堂中推行种族融合理念，不去别对待不同族裔的会众。
这引起了种族主义者的不满，以至于有一次有三K党成员参加了聚会，但在聚会结束后，会众在教堂附近发现了三K党丢弃的头巾和长袍。
她还帮助了洛杉矶的西班牙语教会的建设。
麥艾梅引起了洛杉矶一些教会的关注。
虽然她与他们的许多原教旨主义信仰相同，但由于麥艾梅的布道风格、信仰医治活动，加上她作为一个离异女性的身份，都给传统教会以巨大冲击。
她的衣着风格也吸引了很多人效仿。
她的图文并茂的布道遭到了一些神职人员的批评，说她把福音信息变成了世俗的娱乐。
她的信仰医治被认为是使徒时代所独有的，不应出现在现代。
不友好的电台布道家Robert P. Shuler出版了一本题为《麥艾梅主义》的小册子，称她的事工"与神的话语不和谐。"
1934年的Bogard-麥艾梅辩论等辩论进一步引起了人们对这一争议的关注。
新成立的神召会教派曾与她合作过一段时间，但他们鼓励与既定的新教信仰分离、成为如伊斯兰教一样独立的宗教。
麥艾梅抵制了作为一个宗派的孤立趋势，继续建立福音派联盟。
在她的帮助下，在圣殿附近建立了L.I.F.E.圣经学院，旨在培训牧师们在国内和国际上分享她的新的 "四方福音"。
卫理公会牧师弗兰克-汤普森经营着这所学院，向学生传授约翰-卫斯理的教义，而麥艾梅等人则将五旬节派的理想注入其中。
麥艾梅的努力最终使五旬节派进入美国主流福音派。

## 聚光灯下

### 反进化论
到1926年初，麥艾梅已经成为她那个时代最有影响力的女性和女牧首之一，在许多社会、教育和政治领域都有巨大影响。
麥艾梅反对达尔文进化论，并在1925年的斯科普斯审判中成为威廉-詹宁斯-布莱恩的支持者。
布赖恩和麥艾梅曾在圣殿共事，认为达尔文主义破坏了道德，"毒害了全国儿童的心灵。"
麥艾梅组织了一次通宵的祈祷仪式，还组织了一次穿越洛杉矶的圣经游行。 

### 政党
麥艾梅从未明确披露自己的政党倾向。
她支持赫伯特-胡佛，但在富兰克林-D-罗斯福当选后又支持他的社会计划，她支持有组织的劳工，但当劳工罢工导致暴力时，她则比较谨慎并担心共产主义在工会中的影响。
麥艾梅既反对共产主义，也反对法西斯主义，认为它是极权统治。
麥艾梅并不一贯地与广泛的保守派或自由主义的政治纲领保持一致，而是希望基督教在国家生活中占据核心地位。
目前，Foursquare福音教会认为麥艾梅的政治立场"根据20世纪20年代、30年代和40年代的政治和宗教气氛"符合福音派的主张，认为她的做法与 "今天的极端原教旨主义、右翼基督教的极端原教旨主义形成了对比。"
她也是最早支持建立犹太家园的著名基督教牧师之一。

## 失踪案
1926年5月，麥艾梅突然失踪，媒体热议麥艾梅被绑架。这一事件改变了她的生活和事业。
失踪五周后，她出现在墨西哥，据说她被关押在一个沙漠窝棚里遭到勒索。
随后的大陪审团的调查促使公众持续关注此案。

### 失踪和现身
1926年5月18日，麥艾梅在加州圣塔莫尼卡的海洋公园海滩失踪。
警方一开始假设她是溺水身亡，并派搜寻人员对该地区进行了梳理。
随后，全县各地都声称看到了麥艾梅的踪迹，但这些报告往往相隔好几英里。
教会收到了一些电话和信件，声称绑票了麥艾梅，要求赎金。
经过几周的无果搜索后，其母Mildred Kennedy悲观地认定她女儿已经死了。
就在教会准备举行追悼会的时候，6月23日，麥艾梅的母亲接到了来自亚利桑那州道格拉斯市的电话。
电话告知她麥艾梅还活着，在道格拉斯的一家医院里，向官员们讲述了她的经历。
麥艾梅说，在海滩上有一对夫妇找她，希望她为他们生病的孩子祈祷。
她就和他们一起走到夫妇的车前，但随即被推入车内。
有人用一块布贴着她的脸，导致她昏倒。
最终，她被转移到墨西哥沙漠中的一个窝棚里。
当绑架者离开后，麥艾梅从窗子逃了出来，在沙漠中穿行了11-13个小时，估计走了20英里（32公里），在凌晨1点左右到达墨西哥边境城镇索诺拉的阿瓜-普雷塔（Agua Prieta）。
随后被送往道格拉斯市。
她回到洛杉矶后，受到了3万至5万人的欢迎，比1919年伍德罗-威尔逊总统访问洛杉矶时的人数还要多。

### 大陪审团调查
洛杉矶的检察官们对她失踪的原因有不同的说法。
有些说这是宣传噱头。最后，检察官提出说法认定麥艾梅与前雇员肯尼斯-奥米斯顿（Kenneth Ormiston）私奔，与他一起住在加州度假胜地的别墅里。在5月底离开小屋后，两人在接下来的三周时间里一直隐姓埋名旅行。6月22日左右，奥米斯顿开车送麦克弗森到墨西哥，在附近的阿瓜-普里埃塔（Agua Prieta）外3英里处将她送下车，并在那里走完剩余的路程。
但是麥艾梅一直坚持她的绑架说法，而辩方证人也证实了她的说法。
对麥艾梅的调查大部分是由洛杉矶地区的报纸资助的，估计金额为50万美元。
双方都忽视了加州大陪审团诉讼程序的保密条款：洛杉矶检方将新的进展传给了媒体，而麥艾梅则利用她的电台广播驳斥这些“媒体谣言”。
11月3日，该案将于1927年1月被移送陪审团审理，媒体支持的检方指控麥艾梅、她的母亲和其他被告人犯有共谋罪、伪证罪和妨碍司法公正罪。
如果罪名成立，麥艾梅面临的最高刑期为42年。
然而，检方的证据却出现了可信度问题。证人改变了证词，并且物证出现了来源可疑的情况，部分物证在过程中被误处理和遗失。
1月2日，奥米斯顿指认了另一名女子是与他同住在度假村的女伴。
最终，1月10日，陪审团裁决所有指控都因证据不足而被撤销。
然而，几个月来的不利新闻报道使公众对麥艾梅的信任产生了极大的负面影响。

### 婚外情传闻
案件审理器件，传闻指麦艾梅的恋人们一般都否认与之有关。
但一位教会的管事对她的衣着风格和与好莱坞的关系感到不安并于1929年聘请侦探对麦艾梅进行跟踪调查。
侦探们没有发现任何外遇的证据。
麦艾梅死后，关于外遇的不实指控不断出现。
加拿大记者Gordon Sinclair在他的自传中声称于1934年与麦艾梅有外遇，喜剧演员Milton Berle也曾指说与其有短暂的外遇。
Berle称，他在洛杉矶遇到了麦艾梅，当时两人都在做一个慈善节目，随后擦枪走火。
传记作者Matthew Sutton则指出Berle说他自己在麦艾梅的卧室里放了一个十字架的故事与那个时代五旬节派对圣像、十字架的反感不吻合。
人们也注意到了Berle的故事中的其他矛盾之处。
在当时的出版物、教会和旅行记录来看，几乎每天都可以追踪到麦艾梅的露面和行踪，但没有任何条目提及关于Berle所说的慈善节目。
麦艾梅有自己的慈善机构，一般不需要与其他人合作节目。
此外，她在那一年有整整五个月因病丧失了工作能力。
自1931年起，麦艾梅身边一直有人陪着她行动，以防范各类空穴来风的指控。

## 外部連結
- 互联网档案馆中麥艾梅的作品或与之相关的作品
- "Aimee McPherson" Old Time Radio （页面存档备份，存于）
- Foursquare Gospel church （页面存档备份，存于）
- Aimee Semple McPherson biography （页面存档备份，存于）
- Biography from Liberty Harbor Foursquare Gospel Church
- Song about the McPherson kidnapping scandal[], dating from when it was a current news story. Pete Seeger recorded this on the 1961 album Story Songs.
- Woman Thou Art God: Female Empowerment, Spirituality & a biography on Aimee（页面存档备份，存于）.
- The Ballad of Aimee McPherson.
- Aimee Semple McPherson on The California Museum's California Legacy Trails（页面存档备份，存于）
- Photo essay on Aimee Semple McPherson's Lake Elsinore Castle retreat
- The theatricality of revivalism as exemplified in the artistry of Billy Sunday and Aimee Semple McPherson.
- Did McPherson send a "Minions of Satan" message to Herbert Hoover, and another article by the same historian later concluding she did not send such a message.
- Aimee Semple McPherson在互联网电影资料库（IMDb）上的資料（英文）